# 이코마역
이코마역(일본어: 生駒駅, いこまえき)은 일본 나라현 이코마시에 있는 긴키 닛폰 철도의 철도역이다. 동일 지점에 있는 이코마코사쿠선의 도리이마에역과 환승역이 된다.

## 이용 가능 철도 노선
- 긴키 닛폰 철도
  - 나라선 (A17)
  - 이코마선 (G17)
  - 게이한나선 (C27)

## 역 구조
섬식 승강장 3면 6선의 승강장이 있는 지상역이며, 교상역사를 가진다. 게이한나선, 나라선, 이코마선에 승강장을 각각 1면씩 사용한다. 교상역사는 동서 쌍방향으로 설치되고 있지만, 서역사는 이코마선 승강장에 직접 연결되지 않았다. 역 동쪽 끝에 개찰 내 지하 연결 통로가 설치되어 있다.
게이한나선과 다른 2선은 개찰구·중앙 개찰구 모두 나라선·이코마선 용(녹색)과 게이한나선 용(황녹색)의 개집표기가 따로 있다. 서쪽·중앙·지하에 환승 개집표기가 있다.

### 승강장
| 1     | C 게이한나선 | 갓켄나라토미가오카 방면                                                                   |
| 2     | C 게이한나선 | 나가타 · 혼마치 · 벤텐초 · 오사카코 · 유메시마 방면                                       |
| 3     | A 나라 선    | 가쿠엔마에 · 야마토사이다이지 · 긴테쓰나라 · 교토 · 덴리 방면                             |
| 4     | A 나라 선    | 후세 · 쓰루하시 · 오사카우에혼마치 · 오사카난바 · 아마가사키 · 고시엔 · 고베산노미야 방면 |
| 5 · 6 | G 이코마선   | 미나미이코마 · 시기산시타 · 오지 방면                                                     |

- 1·2번 승강장(게이한나선)에는, 원맨 운전 지원용의 센서가 설치 되어 있다.
- 2006년 3월 20일 이전에는, 1, 2번선 승강장에 코스모스퀘어 행(개통 당시에는 오사카항 행)열차가 출도착하여 다시 되돌아갔다.
- 2006년 3월 21일 운행 시간표 변경으로 이코마 ~ 갓켄나라토미가오카 구간 개통에 선행하여, 3월 21일부터 3월 26일까지 코스모스퀘어 방면에서 모든 도착 열차가 1번선에 입선하고 승객을 하차시킨 후, 갓켄나라토미가오카역 혹은 히가시이코마 차고지까지 회송되어 회차를 하고, 코스모스퀘어 행으로서 2번선에 입선하는 형태를 취하였다.
- 2009년 8월 30일 게이한나선 운행 시간표 개정에 수반하여, 아침 시간대 1일 1편성만, 1번선으로 들어오는 열차는 코스모스퀘어 행이 설정되었다. 1번선에서 들어오는 코스모스퀘어 행의 출발은 갓켄나라토미가오카역까지 연장 개통 이래 3년 반만의 일이다.
- 히가시오사카선(현, 게이한나선) 승강장이 설치되기 전, 나라선은 상대식 승강장이었다. 이코마선은, 시기이코마 전철 시대부터 계승한 큰 지붕이 남아 있었다.
- 자동개집표기는 도시바제가 설치되어 있어 붉은 자동개집표기(EG-2000)는 PiTaPa·ICOCA에 대응한다. 다만, 게이한나선 연결 개찰구의 자동개집표기는 승차권류를 2매 이상 투입하면 통과할 수 없다.

## 역세권 정보
남쪽은 옛부터 다카라야마 절의 참배길로서 발달됨. 음식과 관련된 가계가 집중되었다. 북쪽은 재개발도상에 있다.

### 북구
주변에 상업 시설과 주택 단지들이 잘 형성되었다.
- 이코마시 중앙 공민관
- 긴테쓰 백화점 이코마점
- ㈜코나미 스포츠
- 이코마 우체국

### 남구
- 이코마코사쿠선 도리이마에역
- 이코마시청
- 이코마시 지역 사회 센터
- 이코마혼초 우체국
- 이코마 경찰서

## 역사
- 1914년 4월 30일: 오사카 전기 궤도(현, 긴테쓰 나라선) 우에혼마치 ~ 나라역간 개통으로 영업 개시.
- 1926년 12월 28일: 시기이코마 전철(현, 긴테쓰 이코마선) 영업 개시.
- 1927년 4월 1일: 시기이코마 전철 이코마역 영업 개시.
- 1956년 12월 13일: 이코마선과 나라선의 역사 통합.
- 1986년 10월 1일: 히가시오사카선(현, 긴테쓰 게이한나선) 나가타 ~ 당역간 개통으로 영업 개시.
- 2006년
  - 3월 21일: 게이한나선 개통에 앞서, 히가시오사카선 승강장에 진입・출발 멜로디가 도입됨.
  - 3월 27일: 게이한나선 이코마 ~ 갓켄나라토미가오카역간 연장 개통으로 노선명이 개명됨.
- 2007년 4월 1일: PiTaPa 사용 개시.

## 인접역
| 긴키 닛폰 철도 나라선          | 긴키 닛폰 철도 나라선          | 긴키 닛폰 철도 나라선                    |
| ------------------------------ | ------------------------------ | ---------------------------------------- |
| A16 쓰루하시 고베산노미야 방면 | ■ 나라선 쾌속급행·구간쾌속급행 | 가쿠엔마에 A20 덴리 방면                 |
| A16 이시키리 고베산노미야 방면 | ■ 나라선 급행·준급·구간준급    | 가쿠엔마에 A20 덴리 방면                 |
| A16 이시키리 고베산노미야 방면 | ■ 나라선 보통                  | 히가시이코마 A18 덴리 방면               |
| 긴키 닛폰 철도 이코마선        |                                |                                          |
| 시·종착역                      | ■ 이코마선                     | 나바타 G18 오지 방면                     |
| 긴키 닛폰 철도 게이한나선      |                                |                                          |
| C26 신이시키리 나가타 방면     | ■ 게이한나선                   | 시라니와다이 C28 갓켄나라토미가오카 방면 |